# Барыкин, Александр Александрович
Алекса́ндр Александрович Бары́кин (настоящая фамилия Быры́кин; 18 февраля 1952, Берёзово, Берёзовский район, Ханты-Мансийский национальный округ, Тюменская область, СССР — 26 марта 2011, Оренбург, Россия)  — советский и российский поп-рок-музыкант, певец, композитор, поэт-песенник и гитарист. Его называют «отцом русского регги». Наиболее известные песни — «Букет», «За той рекой», «Аэропорт», «20:00».

## Биография

### Детство и юность
Родился 18 февраля 1952 года в селе Берёзово (бывший город Берёзов) Ханты-Мансийского автономного округа, в семье Александра Александровича и Александры Георгиевны Бырыкиных. Вскоре переехал с родителями и братом Василием в подмосковный город Люберцы, где окончил среднюю школу № 9 и музыкальную школу, играл на домре.
Ещё будучи старшеклассником, организовал свою первую группу «Аллегро» и выступал с ней на танцплощадках. Тогда же начал сочинять песни, причём только на собственные стихи. Став профессиональным композитором, писал стихи для своих песен редко, но впервые сделал это ещё в 1983 году.
Будучи призван в армию, служил сначала в ракетных частях под Калугой, но вскоре был переведён в ансамбль противовоздушной обороны Московского военного округа.
Окончил классическое вокальное отделение музыкального училища имени Гнесиных.
Краснодарский институт культуры по специальности «режиссёр массовых мероприятий» окончил заочно, когда выступал на профессиональном уровне.

### Профессиональная карьера
С 1973 года Барыкин стал профессиональным музыкантом. Музыкальная карьера началась с ВИА «Москвичи» под руководством Юлия Слободкина, где впервые на профессиональной сцене прозвучала и песня Александра «В детстве слышал сказку я…», или «Алёнушка». Эта романтическая баллада определит и всё дальнейшее творчество Барыкина, как композитора. В ВИА «Москвичи» работал 3 месяца. «Весёлые Ребята» (1973—1976; март 1979 — август 1979), «Самоцветы» (1976—1977), в сочинской группе «Жемчуг» (1977 — март 1979).
В 1974 году участвовал в записи первой большой пластинки ансамбля «Весёлые ребята» «Любовь — огромная страна». Позже участвовал в записи ансамблем музыки и песен к фильмам «Центровой из поднебесья» и «Отважный Ширак». Участвовал также в проекте Давида Тухманова «По волне моей памяти», исполнив песню «Приглашение к путешествию» на стихи Шарля Бодлера, которая принесла ему известность. (До этого Барыкин спел и записал в составе «Весёлых ребят» три песни Тухманова; первая из них была записана в 1973 году для телефильма «Эта весёлая планета» в дуэте с Александром Лерманом).
В 1979 году, вернувшись в «Весёлые Ребята», участвовал в записи пластинки «Музыкальный глобус», которая состояла из кавер-версий западных хитов. Именно тогда он сделал повторённую и в период сольной карьеры кавер-версию знаменитой песни группы UFO «Belladonna». В августе этого же года покинул ансамбль.

#### 1980-е
В 1980 году совместно с бывшим гитаристом «Самоцветов» Владимиром Кузьминым Барыкин организовал рок-группу «Карнавал», получившую широкую известность в СССР, в основном благодаря распространению магнитофонных записей. В этот период Барыкин был увлечён стилями регги и новая волна. Но это вовсе не означало отказ от рок-н-ролла. В заглавной песне магнитоальбома «Рок-н-ролльный марафон» (1986) Барыкин спел собственные слова: «Новой волне, где компьютерный мотив, / Жизнь возвратил старый и потёртый гриф» (имелся в виду гриф электрогитары). Эти строки отражают музыкальное кредо группы.
Дебютный магнитоальбом «Супермен» (1981) получил большую популярность среди поклонников рок-музыки. В него вошли песни Кузьмина, Барыкина и Владимира Матецкого. Стихи поэта-песенника Игоря Кохановского (только две песни Кузьмин написал на собственные слова) делали содержание песен близким к творчеству «Машины Времени» и «Воскресения» (при всём несходстве музыки). Тогда же, в 1981 году фирма «Мелодия» выпустила миньон с тремя песнями «Карнавала», разошедшийся тиражом в 5 млн экземпляров.
Передняя сторона обложки представляла собой основанный на фотографии рисунок, изображающий музыкантов на чёрном фоне. Лица музыкантов выглядели очень мрачно, что не соответствовало фотографии (в этом легко убедиться, поскольку сама фотография есть на задней стороне — только Барыкин, один из всей четвёрки, явно сознательно сделал своё лицо мрачным). На концертах участники «Карнавала» выступали в чёрных костюмах (по словам Барыкина, «…в духе того, что, мы чувствовали, происходит в стране»). Первоначально группу хотели назвать «Чёрный карнавал» (возможно, повторяя название первого сборника рассказов Рэя Брэдбери, — Барыкин ещё в семидесятые годы увлёкся философской фантастикой). То есть это был совсем не тот «Звёздный карнавал», который очень скоро Барыкин начал создавать вместе с Кузьминым (песню с таким названием он написал на стихи Кузьмина).
В 1982 году между Барыкиным и Кузьминым начались разногласия, и они разошлись. После судебного разбирательства о том, кому будет принадлежать название «Карнавал» (выиграл Барыкин, зарегистрировавший название в Тульской филармонии), Кузьмин основал новую группу «Динамик», куда ушли ключевые музыканты прежнего коллектива. «Карнавал» остался за Барыкиным, но ему пришлось набирать новый состав.
Тогда же он окончательно изменил свою паспортную фамилию Бырыкин, указанную и на пластинке «По волне моей памяти», и на миньоне «Карнавала». Впервые это было сделано в 1979 году по инициативе художественного руководителя «Весёлых Ребят» Павла Слободкина на миньоне, куда вошли песни, готовившиеся к «Музыкальному глобусу». Слободкин устроил пиар по методу «Думайте, что хотите», обыграв совпадение фамилий с новой солисткой Людмилой Барыкиной. «Это нас Паша в „Весёлых Ребятах“ свёл с Людкой под одну фамилию. Точнее, меня свёл…», — говорил сам Александр Барыкин.
Барыкин и Кузьмин не стали врагами. В вышедший в 1984 году магнитоальбом «Карнавала» «Радио» вошла (с согласия автора) песня Кузьмина «Пусть играет музыка». Позднее Кузьмин участвовал в концерте, посвящённом 20-летию профессиональной музыкальной деятельности Барыкина (1993), а Барыкин — в концерте, посвящённом 50-летию Кузьмина (2005).
Наиболее известные хиты Барыкина в 1982—1985 годах — «Чили», «Спасательный круг», а особенно песня «Чудо-остров», написанная совместно с клавишником «Карнавала» Русланом Горобцом. Позже, уже не играя в группе, Горобец написал для «Карнавала» ставшую хитом песню «Аэропорт». При записи песни соло на гитаре исполнил Валерий Гаина.
В марте 1985 года Барыкин неожиданно для многих распустил «Карнавал», а сам присоединился к группе «Рок-ателье», собиравшейся на зарубежные гастроли с театром Ленинского комсомола. Но гастроли сорвались, и этот альянс распался. Барыкин реорганизовал «Карнавал», и вскоре группа выступила на Московском международном фестивале молодёжи и студентов.
Барыкин продолжил сотрудничество с Давидом Тухмановым и выпустил состоявшую из его и своих песен пластинку «Ступени». Тандем оказывается удачным, карьера Барыкина получает новый виток. В том же году его пригласили в «Голубой огонёк» исполнить песню Игоря Николаева на слова Валерия Сауткина «Программа телепередач на завтра» в стиле электро-поп, и с этого момента Барыкин обрёл всесоюзную известность. Он попал на первые места в хит-парадах многих молодёжных изданий; по телевидению звучали его композиции «Аэропорт» и «20:00». В 1986 году вместе с Юрием Лозой участвовал в проекте «Антре», выпустившем единственный магнитоальбом «Плот», где Барыкин первым исполнил песню «Плот» — самый известный хит Лозы.
В 1987 году он записал один из своих главных хитов «Букет», положив на музыку стихотворение Николая Рубцова. Песня получила гран-при «Песня года-87», а в 1988 году вышла одноимённая пластинка.
Через три месяца после аварии на Чернобыльской АЭС Барыкин дал там концерт. Результатом стала операция на щитовидной железе. Кроме того, как отмечали многие исполнители, побывавшие в зоне повышенной радиации, это негативно отражается и на вокальных данных: например, точно так же повредили себе голос Алла Пугачёва и Ирина Понаровская.

#### 1990-е
После выхода пластинки «Букет» (1988) Барыкина начинают упрекать в отходе от рока, называют эстрадником. В ответ он выпускает рок-пластинку «Эй, смотри!» (1990). Концерт 1990 года в ГЦКЗ «Россия» снимается советским телевидением. В 1991 году, выпустив свой последний LP «Голубые глаза» (заглавная песня на стихи Генриха Гейне также получила упрёки в «эстрадности»), «Карнавал» распадается.
В начале 1990-х годов у музыканта начались проблемы с голосовыми связками. Перенеся операцию на щитовидной железе, он выпустил три следующих диска: «Русский Пляж» (1994), «Никогда не поздно» (1995) и «Острова» (1996), но вскоре болезнь обострилась. После 1996 года Барыкин пять лет не выпускал новых альбомов, потом вылечился и возобновил активную деятельность.
В 1990-х годах был постоянным участником футбольной команды популярных музыкантов «Старко». В середине 1990-х годов в рок-музыку пришёл сын Александра — Георгий Барыкин; отец занимался продюсированием сына. Георгий Барыкин как гитарист участвовал в записях альбомов отца, играл на его концертах.

#### 2000-е

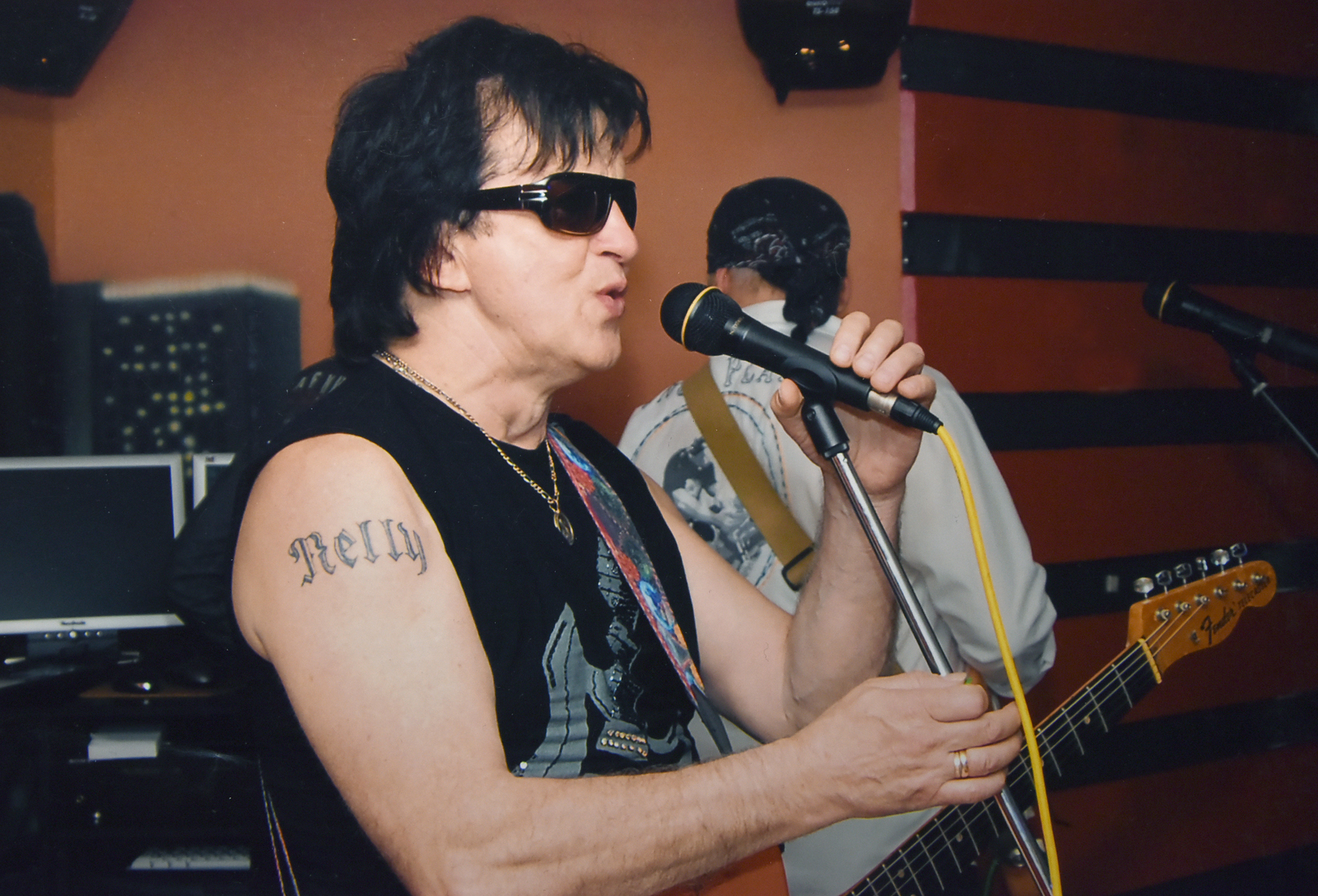
Александр Барыкин в 2005 году

В 2000 году, совместно с музыкантами (которые входили в его аккомпанирующий состав и через год приняли участие в записи альбома «Волга» (только двое из них играли в «Карнавале»), Барыкин организовал юбилейный концерт по случаю 20-летия группы.
В 2002 году состоялся большой концерт в честь 50-летия Барыкина. В нём не смог принять участие Владимир Кузьмин, но участвовали и исполняли песни из репертуара Барыкина Алла Пугачёва, Татьяна Буланова, Витас, Андрей Губин, Дмитрий Маликов, Александр Малинин, Александр Маршал, Игорь Николаев, Кристина Орбакайте, Татьяна Овсиенко, Георгий Барыкин, группы «Михей и Джуманджи», «Ногу свело!», «Премьер-министр», «Рондо». Юбилейный диск, с трибьютом, был выпущен также в 2002 году под названием «Звёздный карнавал».
В октябре 2002 года вышел альбом «Молись, дитя!». Его презентация состоялась в храме Христа Спасителя, так как альбом носил концептуальный характер и состоял из песен на религиозную тему.
В дальнейшем были изданы новые альбомы музыканта — «Волга» (2001) с одноимённым ремейком народной песни в стиле «регги», а также «Река и море» (2003), «Любовь» (2005), «Нелли» (посвящён молодой жене и записан совместно с ней в 2006 году), «Ракета с Юга» (2008, полу-ремейк старых песен с несколькими новыми, записан с брянской техно-группой DUB TV) и «RockНеStar» (2009, выпущен к 30-летию группы «Карнавал»).
В 2008 году принимал участие в проекте канала НТВ «Суперстар 2008. Команда мечты».
20 ноября 2009 года в Лужниках прошёл большой концерт Александра Барыкина и группы «Карнавал» под названием «30 лет вместе». Группа вышла на сцену в «золотом» составе. Среди приглашённых гостей были Валерий Гаина, Григорий Безуглый, группа «Ранетки» и группа супруги Барыкина — «Нелли».
Заявивший в 1983 году (журнал «Юность»), что мысль рок-автора должна выражаться в музыке, Барыкин не только сочинял тексты песен сам, но и сотрудничал с разными поэтами-песенниками, в том числе с Аркадием Славоросовым, с которым учился в одной школе и которого считал самым близким себе поэтом (а также с Павлом Жагуном, Маргаритой Пушкиной, Вадимом Маликовым, Борисом Дубровиным, Михаилом Таничем, Борисом Баркасом и другими). Но он написал и песни на стихи А. С. Пушкина, М. Ю. Лермонтова, О. Мандельштама, А. Ахматовой, Генриха Гейне, Артюра Рембо, грузинского поэта-романтика Николоза Бараташвили. Прочитанное стихотворение Марины Тервонен «Актёр» стало основой для одноимённой песни, сначала вошедшей в альбом «Карусель», а потом в концертный альбом «Актёр»; прочитанное стихотворение Сергея Каратова «Не оставляйте женщину одну…» — основой для одной из немногих бардовских песен Барыкина.

### Смерть

Памятник Александру Барыкину на Троекуровском кладбище

Последние годы жизни Александр Барыкин проводил в Брянске, где до свадьбы жила его вторая супруга. Осенью 2010 года певец пережил острый гипертонический криз. Барыкин проходил лечение в Брянском кардиологическом диспансере.
Александр Барыкин скончался в возрасте 59 лет на гастролях в Оренбурге 26 марта 2011 года. По информации представителей брянского продюсерского центра «Живая вода» (с которым Барыкин сотрудничал), причиной смерти стал повторный обширный инфаркт во время концерта. По официальным данным, певец с трудом допел последнюю песню и ушёл за кулисы. Позже его увезли на «Скорой» в больницу, где была сделана операция, но утром 26 марта 2011 года он умер.
Коллеги по сцене полагали, что Александр сильно переживал из-за развода с молодой женой (она была младше Барыкина на 33 года), певицей Нелли Власовой, на которой он женился в 2005 году и которая через год родила ему дочь Евгению; в 2010 году они расстались.
На прощание с Барыкиным в Театре эстрады пришли Д. Ф. Тухманов, П. Я. Слободкин, В. Б. Кузьмин, А. Н. Буйнов, Ю. М. Антонов, Л. В. Лещенко, Л. А. Долина, А. С. Глызин, Л. М. Милявская, Н. В. Расторгуев, А. Б. Сапунов, другие известные музыканты, исполнители и композиторы. Организацией похорон занимался И. Д. Кобзон. Александра Барыкина похоронили 29 марта 2011 года на Троекуровском кладбище (6-й участок) в Москве. Памятник на могиле певца сооружён в 2012 году скульптором Валерием Белых на средства А. Б. Пугачёвой и мэра Новокуйбышевска Андрея Коновалова, который долгое время дружил с музыкантом.
Впоследствии в сети Интернет выложены последние «посмертные» музыкальные работы певца — альбом «Давай, живи!» (2011, песня была презентована незадолго до смерти на последних концертных выступлениях) и инструментальный релакс-альбом на мотивы старых песен «Dreams of Beyond» (2012), записанный совместно с брянским диджеем DJ reAlex и сыном Георгием.

### Семья
Отец — Александр Александрович Бырыкин — работал механиком на заводе сельскохозяйственных машин. Мать — Александра Георгиевна Бырыкина (1928—04.07.2021) — работала инженером на электроламповом заводе.
Брат — Василий Бырыкин (род. 6 июня 1953) — шофёр, женат, двое детей.
Первая жена — Галина Бексалтановна Берёзова (род. 14.04.1953), с которой Барыкин познакомился в школе. Их брак продлился около 30 лет.
Сын — Георгий Бырыкин (псевдоним — Gosha Барыкин, род. 1974) — музыкант, певец, автор песен.
Дочь — Кира Бырыкина (род. 1992).
Вторая жена — Нелли Власова (род. 14 октября 1985, Чита). Поженились 19 августа 2005 года. Работала в налоговой инспекции Брянска, затем выступала с мужем в дуэте и как бэк-вокалистка, написала стихи для трёх песен альбома «Нелли» (2006) и спела там одну песню. Барыкин помог ей записать сольный альбом «Душа и драйв» (2008), где она выступила автором практически всех текстов, а также музыки двух песен. Основным композитором альбома был Барыкин, но для одной песни музыку написал его сын Георгий. По словам Власовой, незадолго до смерти Барыкина они договорились о разводе.
Дочь — Евгения Бырыкина (род. 10 апреля 2006).
Внебрачный сын Тимур Саед-Шах (род. 16 сентября 1987) от Раисы Саед-Шах. Снимался в «Ералаше», известен как рэпер Check.

## Память
«О нём можно было говорить только хорошее», — заявляют знавшие Александра Барыкина музыканты. Выступавший вместе с Барыкиным в «Весёлых ребятах» Вячеслав Малежик сказал, что тот был для многих музыкантов ориентиром, «лакмусовой бумажкой, по которой можно было сравнить себя и понять, по правильному пути ты идёшь или нет».
Владимир Кузьмин на своём официальном сайте так отреагировал на смерть старого товарища: «Кошмар. Очень больно… Не только говорить, но даже думать об этом, представить, что Саши больше нет. Великий музыкант и человек. Самые глубокие соболезнования родным, особенно его детям».
Валерий Гаина, участвовавший в записи двух альбомов Александра Барыкина, сказал: «Саша был очень важным человеком в моей жизни. Он был хорошим другом, замечательным собеседником и великолепным музыкантом. С теплотой вспоминаю те дни, что мы провели с ним в студии, и те концерты, что мы вместе сыграли. Не могу поверить, что всё это навсегда осталось в прошлом. Он прожил свою жизнь достойно и честно и навсегда останется в моей памяти весёлым парнем, смело шагнувшим из 1980-х годов в XXI век. Благодарен судьбе за такого друга».
29 марта 2012 года в концертном зале «Crocus City Hall» состоялся концерт, посвящённый творчеству музыканта. В нём участвовали Игорь Сандлер, Лев Лещенко, Алсу, Виктор Салтыков, Оксана Богословская, Иосиф Кобзон, Николай Трубач, Алексей Глызин, Татьяна Буланова, Валерий Меладзе, Сергей Беликов, Анатолий Алёшин, Александр Маршал, соавтор Барыкина Вадим Маликов, Леонид Агутин, Георгий Барыкин, Алексей Гоман, группы «Самоцветы», «Белорусские легенды», «Наоми» и «Карнавал» под управлением А. Солдаткина (основной костяк составили участники «Карнавала» 1980-х — В. Ильенко и А. Филоненко).
Концерт завершался словами Александры Георгиевны Бырыкиной, матери певца. Также на сцену вышли бывшие коллеги Барыкина — Александр Акинин, Алексей Смирнов и Пётр Бородин.
3 апреля 2013 года в Москве состоялась презентация документального фильма режиссёра Сергея Заркова об Александре Барыкине «Живая душа», снятого Продюсерским центром Игоря Сандлера. Приглашены были многие известные музыканты (Олег Газманов,Тамара Гвердцители, Игорь Бутман, Лариса Долина, Алексей Глызин, Дмитрий Ревякин, Бари Алибасов, Валерий Гаина, Сергей Манукян, Алексей Романов, Ольга Кормухина, Дмитрий Четвергов, Петр Подгородецкий, Артур Беркут, Алексей Белов, Игорь Джавад-Заде и др.), с участием которых прошёл концерт памяти Александра Барыкина.
В 2015 году одна из новых улиц Люберец была названа в честь Александра Барыкина.

## Дискография

### «Карнавал»
1. 1981 — Супермен (магнитоальбом)
2. 1981 — Карнавал, миньон («Мелодия»)
3. 1982 — Карусель (магнитоальбом)
4. 1983 — Актёр (концертный магнитоальбом)
5. 1984 — Радио (магнитоальбом)
6. 1985 — Запасной игрок (магнитоальбом)
7. 1985 — Ступени («Мелодия»)
8. 1985 — Когда мы влюблены (магнитоальбом)
9. 1985 — Океан (магнитоальбом)
10. 1986 — Автомат (магнитоальбом)
11. 1986 — Рок-н-ролльный марафон (магнитоальбом)
12. 1986 — Своё лицо (магнитоальбом)
13. 1987 — Букет (магнитоальбом)
14. 1988 — Букет («Мелодия», изменённый вариант)
15. 1989 — Эй, послушай! (магнитоальбом)
16. 1990 — Эй, смотри! («Мелодия»)
17. 1991 — Голубые глаза («Мелодия»)
18. 1996 — Ступени («Moroz Records», переиздание на CD)
19. 1996 — Эй, смотри! («Moroz Records», переиздание на CD)
20. 2000 — Юбилейный концерт, CD (бутлег)
21. 2001 — Концерт в Куйбышеве («Moroz Records», CD, запись 1982 года)

Сборники:
1. 1987 — Музыкальный телетайп-2 («Мелодия», песня «Аэропорт»)
2. 1987 — Женский портрет. Для вас, женщины! («Мелодия», песня «Когда мы влюблены»)
3. 1987 — По вашим письмам («Мелодия», миньон, песня «Букет»)
4. 1988 — Музыкальный телетайп-3 («Мелодия», песня «Букет»)
5. 1990 — Вас поздравляют звёзды! («Мелодия», песни «Рождество» вместе с Аллой Пугачёвой, Александром Буйновым, Александром Малининым, Русланом Горобцом, Батырханом Шукеновым и группой «А-Студио») и «Я схожу от тебя с ума»)
6. 1990 — Деловая женщина. Для вас, женщины! («Мелодия», песня «20.00»)
7. 1991 — «Кругозор» № 7 (гибкий миньон, песни «Ты так мила» и «Королева бала»)
8. 1993 — Аэропорт («Moroz Records», CD)
9. 1997 — Из серии «Легенды русского рока» («Moroz Records», CD)
10. 1997 — Внезапный тупик («Moroz Records», CD)
11. 1997 — Я буду долго гнать велосипед («Moroz Records», CD)
12. 2002 — Ранние песни («Hit Records», CD)

### Александр Барыкин
1. 1994 — Русский пляж («Бекар Records»)
2. 1994 — Фестиваль «Робин Гуд-94» в Лыткарино («Moroz Records», концертный CD)
3. 1995 — Никогда не поздно («Moroz Records»)
4. 1996 — Острова («Moroz Records»)
5. 2001 — Волга («Ньюс Мьюзик»)
6. 2002 — Молись, дитя! («JRC»)
7. 2003 — Река и море («Проф-мьюзик»)
8. 2004 — Я знаю теперь… («Союз», концертный CD)
9. 2005 — Любовь («CD Land»)
10. 2006 — Нелли («Монолит Рекордс»)
11. 2008 — Ракета с Юга (с московской командой Dub TV[53])
12. 2009 — RockHeStar («CD Land»)
13. 2011 — В апреле ожидался выход в свет нового альбома «Релакс».[44] С 2012 года доступен в Интернете под названием «Dreams of Beyond» («Record-studio»)
14. 2011 — Давай живи! («Живая вода»)

Трибьют:
1. 2002 — Звёздный карнавал

Сборники:
1. 1995 — Александр Барыкин («Anima Vox»)
2. 2000 — Из серии Grand Collection («Квадро-диск»)
3. 2003 — Из «Звёздной серии» («S.T.R. Records»)

### Продюсирование
1. 2008 — Душа и драйв (Нелли Барыкина)

## Фильмография
вокал
1. 1975 — Центровой из поднебесья
2. 1976 — Отважный Ширак

## Видеоклипы
1. «20:00» (1986)
2. «Водоворот» (1990)
3. «Кресты и звёзды» (1990)
4. «Голубые глаза» (1991)
5. «Волга» (2001)
6. «Ночь — голубая тайна» (2002)
7. «К тебе» (2006)
8. «Вижу тебя» (2011) (С Леной Лениной)

## Песни А. Барыкина
- «Мона Лиза» (запись 1978 год) — в составе ВИА «Веселые Ребята»
- «Что ты хочешь мне сказать» (Музыка и стихи Werner Theunissen, русский текст Владимир Луговой, запись 1978 год) — в составе ВИА «Веселые Ребята»
- «Приглашение к путешествию» (Д. Тухманов — Ш. Бодлер, перевод И. Озеровой) — в составе ВИА «Самоцветы»
- «Внезапный тупик» (В. Кузьмин — И. Кохановский)
- «Больше не встречу» (В. Матецкий — И. Кохановский)
- «Я знаю теперь» (А. Барыкин, В. Кузьмин — И. Кохановский)
- «Звёздный карнавал» (А. Барыкин, А. Выпов — В. Кузьмин)[54]
- «Чудо-остров» (А. Барыкин, Р. Горобец — П. Жагун)
- «Исповедь» («Всё пройдёт») (А. Барыкин — П. Жагун)
- «Рыбка» (А. Барыкин — В. Маликов)
- «Ступени» (Д. Тухманов — И. Кохановский)
- «Элегия» (Д. Тухманов — И. Кохановский)
- «Но всё-таки лето» (Д. Тухманов — В. Харитонов)
- «Мона Лиза» (Д. Тухманов — И. Кохановский)
- «Запасной игрок» (А. Барыкин — П. Жагун)
- «Стоп, мотор» (А. Барыкин — П. Жагун)
- «Две копейки» (Д. Тухманов — Б. Дубровин)
- «Спасательный круг» (А. Барыкин — П. Жагун)
- «Чили» (А. Барыкин — М. Пушкина, А. Кришна)
- «Океан» (А. Барыкин — Б. Дубровин)
- «Программа телепередач на завтра» (И. Николаев — В. Сауткин)
- «Аэропорт» (Р. Горобец — М. Танич)
- «Потерянный рай» (Д. Тухманов — М. Танич)
- «Букет» (А. Барыкин — Н. Рубцов)
- «20:00» (А. Барыкин — М. Пушкина)
- «Голос твой» (А. Барыкин — Б. Дубровин)
- «Маленькая Москва» (А. Барыкин — Б. Дубровин)
- «Никогда не поздно» («Звёздный корабль») (А. Барыкин — М. Пушкина)
- «Я вздрагиваю от холода» (А. Барыкин — О. Мандельштам)
- «Водоворот» (А. Барыкин — В. Маликов)
- «Эй, смотри!» (А. Барыкин — М. Пушкина)
- «Как жаль» (музыка и слова А. Барыкина)
- «Кресты и звёзды» (А. Барыкин — В. Маликов)
- «За той рекой» (А. Барыкин — Н. Борисова)
- «Королева бала» (А. Барыкин — В. Маликов)
- «Джамайка» (А. Барыкин — А. Славороссов)
- «Одинокий день» или «Сбежало молоко»(А. Барыкин — А. Славороссов)
- «Под шум дождя» (А. Барыкин — А. Славороссов)
- «Боб Марлей и тётя Варя» (А. Барыкин — М. Пушкина)
- «Сумерки» (А. Барыкин — А. Славороссов)
- «Я пою» (А. Барыкин — А. Славороссов)
- «Птицы» (А. Барыкин — Т. Цванидзе)
- «Брат» (А. Барыкин — В. Маликов)
- «У ворот» («Горько») (А. Барыкин — А. Славороссов)
- «Каюсь» (А. Барыкин — Е. Санин)
- «В стольном во Киеве» (А. Барыкин — В. Маликов)
- «Девчонка» (А. Барыкин — Б. Дубровин)
- «Дождь и снег» (А. Барыкин — Н. Рябинин)
- «Звёздный корабль» (А. Барыкин — М. Пушкина)
- «Здравствуй и прощай» (А. Барыкин — Н. Борисова)
- «Летучий Голландец» (Муз. И.Николаев слова В.Дюнин)
- «Мороз» (А. Барыкин — А. Славороссов)
- «Москва — Нью-Йорк» (А. Барыкин — Б. Дубровин)
- «Но всё-таки лето» (Д. Тухманов — В. Харитонов)
- «Осенний парк» (А. Барыкин — Б. Дубровин)
- «Откровение» (Муз. и сл. А. Барыкин)
- «Острова» (А. Барыкин — А. Шаганов)
- «Прошёл всего лишь год» (А. Барыкин — Б. Дубровин)
- «Регги для тебя» (А. Барыкин — А. Славороссов)
- «Река любви» (Муз. и сл. А. Барыкин)
- «Ринг» (А. Барыкин — М. Танич)
- «Рождество» (А. Барыкин — Н. Борисова)
- «Тает, тает» (А. Барыкин — Н. Борисова)
- «Три розы» (А. Барыкин — А. Славороссов)
- «Стоп, мотор» (А. Барыкин — П. Жагун)
- «Говори мне о любви» (Муз. и сл. А. Барыкин)
- «Гала» (Муз. и сл. А. Барыкин)
- «Лампа на столе» (А. Барыкин — А. Славороссов)
- «Вечер на Рейде» (В. Соловьёв-Седой — А. Чуркин)
- «Дорога в никуда» (А. Барыкин — А. Славороссов)
- «Бабочка» (А. Барыкин — А. Славороссов)
- «Голубые глаза» (муз. А.Барыкина ст. Г.Гейне, перевод В. Левика)
- «Ты так мила» (А. Барыкин — В. Маликов)
- «Джульетта» (А. Барыкин — В. Маликов)
- «Течёт Волга» (М. Фрадкин — Л. Ошанин)
- «А мне-то зачем» (П. Слободкин — Л. Дербенёв) — исп. в составе ВИА «Весёлые Ребята»
- «Вечная весна» (Д. Тухманов — И. Шаферан) — исп. в составе ВИА «Весёлые Ребята»
- «Что ты хочешь мне сказать» (W. Theunissen, «Pussycat» — рус. текст В. Луговой) — исп. в составе ВИА «Весёлые Ребята»
- «Белладонна» или «Мона Лиза» (Mogg — Schenker) (на англ. яз.) — исп. в составе ВИА «Весёлые Ребята»
- «Двойка за весну» — исп. в составе ВИА «Самоцветы»
- «Дуэт ковбоя и ковбойки» — исп. в дуэте с Роксаной Бабаян
- «Этот мир» (А. Зацепин — Л. Дербенёв) — исп. в составе ВИА «Весёлые ребята»
- «Полоса невезения» (Д. Тухманов — Л. Дербенёв, И. Шаферан) — исп. в составе ВИА «Весёлые Ребята»
- «У той горы» (Д. Тухманов — В. Харитонов) — исп. А. Барыкин и А. Лерман (ВИА «Весёлые Ребята»)
- «Смени пластинку» (И. Николаев — С. Алиханов и А. Жигарев)